# Omloop van het Houtland 2004
L'Omloop van het Houtland 2004, sessantesima edizione della corsa, si svolse il 30 settembre 2004 su un percorso di 175 km, con partenza e arrivo a Lichtervelde. Fu vinto dal belga Bert De Waele della Landbouwkrediet-Colnago davanti al tedesco Dennis Haueisen e al belga Jurgen Roelandts.

## Ordine d'arrivo (Top 10)
| Pos. | Corridore           | Squadra                 | Tempo    |
| ---- | ------------------- | ----------------------- | -------- |
| 1    | Bert De Waele       | Landbouwkrediet-Colnago | 3h50'00" |
| 2    | Dennis Haueisen     | RSH GS III              | a 11"    |
| 3    | Jurgen Roelandts    | Jong Vlaanderen 2016    | s.t.     |
| 4    | Jens Renders        | MrBookmaker-Palmans     | s.t.     |
| 5    | Jos Lucassen        | AXA-Cycling Team        | s.t.     |
| 6    | Artur Farenhout     | AXA-Cycling Team        | a 27"    |
| 7    | Roy Hegreberg       | Jartazi Granville Team  | a 29"    |
| 8    | Nico Kuypers        |                         | s.t.     |
| 9    | Pieter Uytterhoeven | Jong Vlaanderen 2016    | s.t.     |
| 10   | Jurij Metlušenko    | Landbouwkrediet-Colnago | a 31"    |